# Jack Aitken
Jack Aitken (n. 23 septembrie 1995, Londra, Anglia, Regatul Unit) este un fost pilot de Formula 1. De-a lungul carierei a luat startul în 1 cursă, niciuna din pole-position. Nu a câștigat nicio cursă și nu a terminat niciodată pe podium, acumulând 0 puncte în întreaga activitate ca pilot de Formula 1.